# 竹叶蕉属
竹叶蕉属（学名：Donax）是竹芋科下的一个属，为多年生、有根茎、亚灌木状草本植物。该属共有8种，分布于亚洲东南部。